# اوروک
اوروک (به سومری: اونوگ، در انجیل: اِرِخ، یونانی: اورخویه، در عربی: ورکة یا أورک) از شهرهای باستانی سومر و بعداً بابل در منطقه میانرودان (جنوب عراق امروزی) بود.

## پیشینه
اوروک در ۲۵۰ کیلومتری جنوب بغداد بر روی یکی از قدیمی‌ترین شاخه‌های فرات در عراق واقع شده‌است. در کتاب مقدس به نام ارچ (وارکا) (و همچنین در تورات به نام اَرَک نام برده شده‌است) خوانده می‌شود که نخستین شهر عمدهٔ سومر است. یکی از بزرگ‌ترین زیستگاه‌های مورد توجه سومری‌ها و نیز از مهم‌ترین مراکز مذهبی میان‌رودان به حساب می‌آید. این شهر به‌طور مستمر از ۵٬۰۰۰ سال پ.م تا ۵۰۰ سال پس از آن آباد و پرجمعیت بوده‌است. این شهر زادگاه بخت النصر  یکی از معروف ترین حکام بابلی میان‌رودان است 
آنچنان‌که در نوشته‌های خط میخی آمده گیل گمش، پادشاه نخستین دودمان حاکمان این شهر و دلاور معروف حماسه‌های آن، گرداگرد اوروک دیوارهایی در ۴٬۷۰۰ سال پیش ساخته‌است و خداوند اینّا (خانه ان) به‌طور گروهی در آنجا پرستش می‌شد. وقف شده برای خداوند ایننا یا ایشتر (خدای عشق، تولید مثل و جنگ)، که با الههٔ ونوس برابری می‌کند. او در یونان و روم تحت نام آفرودیت یا ونوس پرستش می‌شد.
اوروک از دو جهت اهمیت داشت: مذهب و علم. که این از طریق هزاران لوح گلی برجسته تأیید می‌شود که به نخستین نوشته‌ها در ۵٬۰۰۰ سال پیش بر می‌گردد.
اوروک در دوره‌ای به عنوان محل ظهور تمدن شهری در میان‌رودان مشهور بود و قدمت آن به تمدن‌های کامل عهد عتیق می‌رسید. اینجا یکی از بزرگ‌ترین زیست‌گاه‌ها با ساختمان‌های گیرای معماری و نخستین مدارک نوشته شده‌است.
به نظر می‌رسد اوروک از دو کلونی تشکیل شده‌است. کولابا و ایننا، که وقتی اوروک فرم شهر کوچکی با پوشش ۸۰ هکتار گرفت، با هم ائتلاف کردند. در بحبوحهٔ گسترش در عهد عتیق دیوارهای شهر ۹٫۵ کیلومتر بوده‌اند که یک کوه پر حجم ۴۵۰ هکتاری را در بر می‌گرفتند و ممکن است ۵۰٬۰۰۰ نفر در این شهر ساکن بوده باشند.
در قلب شهر دو پرستشگاه گروهی واقع بود. جایگاه مقدس خدای آسمان‌ها (آنو) که در اصل از متعلقات کولاب‌ها بود. و جایگاه مقدس اننا، که وقف ایشتر شده بود. که دانشوران آن را با نام پرستشگاه بهم پیوسته اوروک می‌شناسند، که به ارتفاع ۱۶ متر و روی یک پایهٔ مربعی در ابعاد ۶۰ در ۶۰ متر بالا می‌رود. هر دو مجتمع چندین سازهٔ محل پرستش پی در پی را آشکار می‌کنند، از جمله معبد سپید در جایگاه مقدس آنو و معبدی ساخته شده از سنگ آهک و ستون در پرستشگاه اینّا. یک مشخصهٔ فرم تزئینات آن ورود استفاده از مخروط‌های رسی با رویه‌های نقاشی شده بر روی دیوارهای گلی و گچ اندود بود. این تکنیک به عنوان موزاییک‌های رسی مخروطی شناخته می‌شود.
در شمال غربی پرستشگاه ایننا یک زیگورات واقع شده که توسط اور نامو ترتیب داده شد. (یک برج پرستشگاه قدیمی بین‌النهرینی شامل سازه هرمی بلند پایه که در دوره‌های متوالی با پلکان‌های بیرونی و معبدی در بالا که محل حکومت روحانی بود).
اسناد به‌دست آمده از حفاری خندق‌های عمیق پرستشگاه ایننا دوره‌های توسعهٔ شهر اوروک را مشخص‌تر می‌کنند. که مهم‌ترین‌شان ایجاد و پیشرفت سامانهٔ نوشتاری و نوشتن بوده‌است. نخستین لوح‌های رسی در دوره‌های اخیر در اوروک شناسایی شدند. آن‌ها برچسب‌ها و لیست‌های ساده‌ای بودند که نمادهای نقاشی-خط را با خود داشتند. لوح‌های کشف شده در حفاری‌های بعدی پیشرفت‌های خط و تبدیل ان به خط میخی در دوره‌های فرمانروایان بعدی را نشان می‌داد.
شهر در سراسر هزارهٔ سوم پیش از میلاد، اهمیت خود را حفظ کرد. اما در دوره‌های بعد رو به زوال رفت.
اوروک در سراسر هزارهٔ دوم تا دورهٔ سلطنت اشکانیان نیز مسکونی بود. اما به صورت محلی کوچک.
اوروک به راستی نقش مهمی در اسطوره‌شناسی بین النهرین ایفا کرده‌است.

## نگارخانه

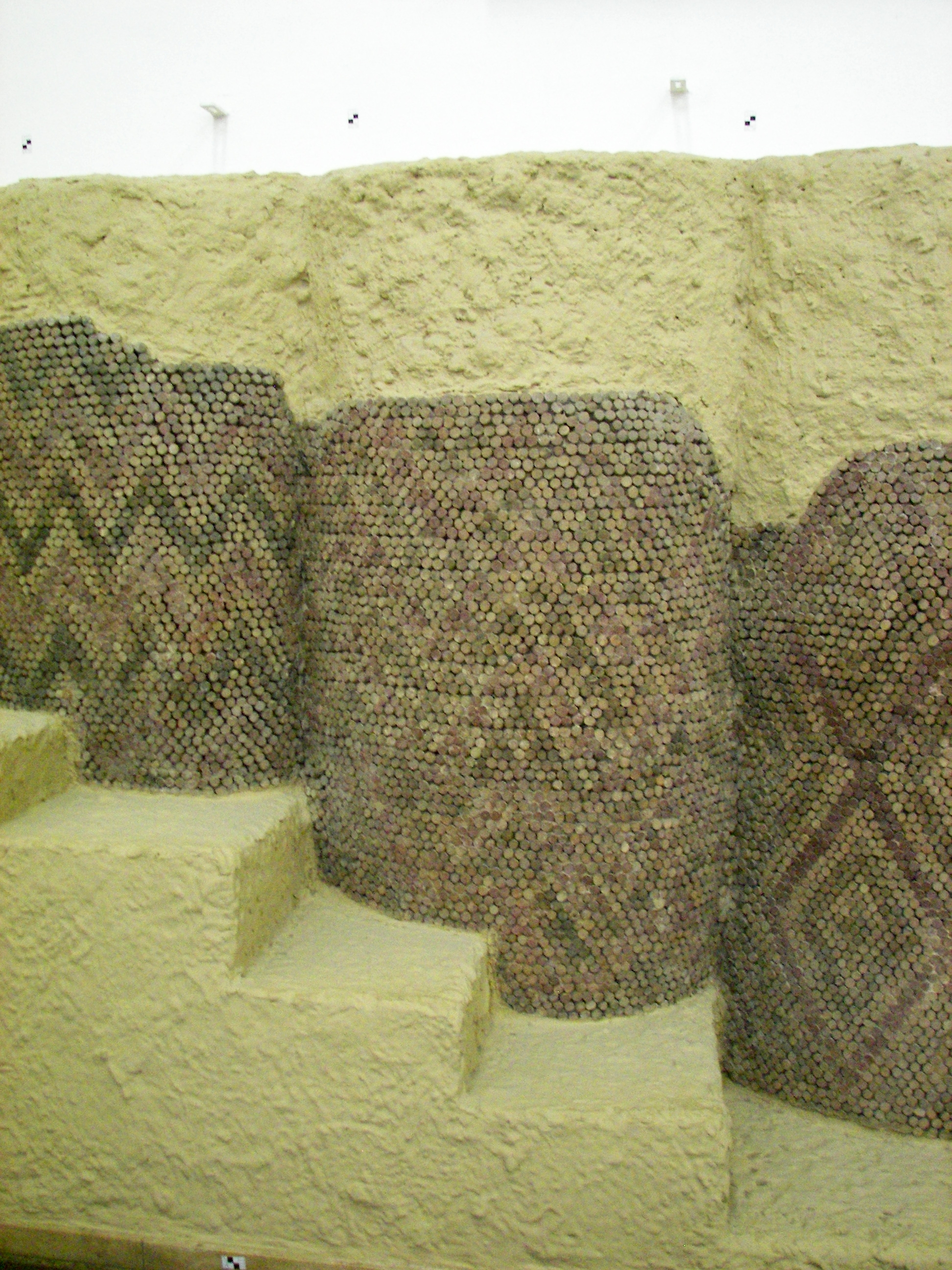
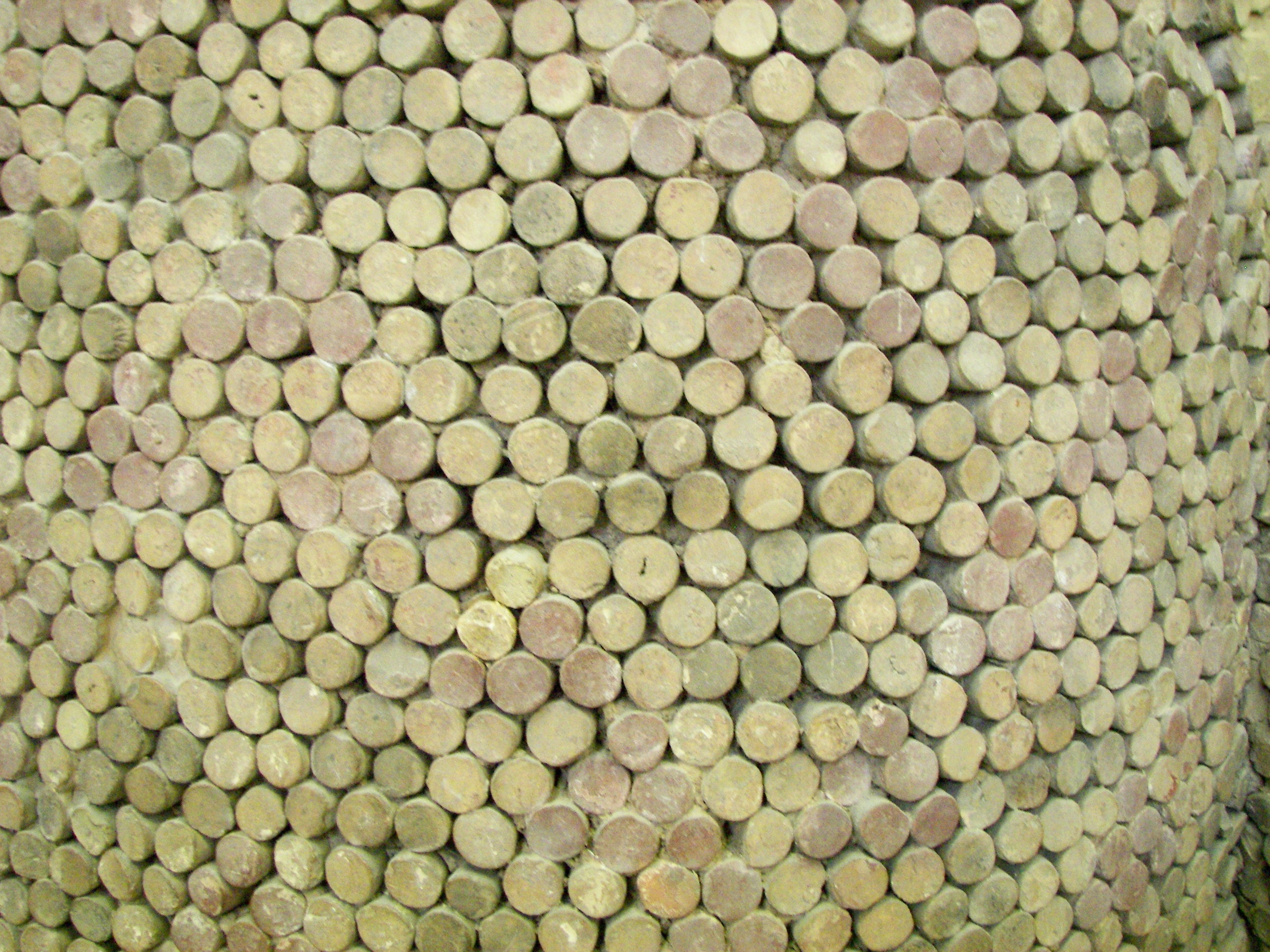